# Neophema
Neophema es un género de aves de la familia de los loros (Psittacidae), que incluye a siete especies australianas de vivos colores.

## Especies
Tiene descritas siete especies:
- Periquito crisostomo (Neophema chrysostoma)
- Periquito elegante (Neophema elegans)
- Periquito roquero (Neophema petrophila)
- Periquito ventrinaranja (Neophema chrysogaster)
- Periquito turquesa (Neophema pulchella)
- Periquito espléndido (Neophema splendida)
- Periquito rosado (Neophema bourkii) - En ocasiones incluida en su propio género, Neopsephotus bourkii.[2]